# Franz Krings
Franz Krings (* 31. Januar 1897 in Bourheim, Kreis Jülich; † 7. Februar 1963) war ein deutscher Politiker (CDU).
Krings gehörte vom 19. Dezember 1946 bis zum 19. April 1947 dem Landtag von Nordrhein-Westfalen in seiner zweiten Ernennungsperiode an.